# Sistemi di project management
I sistemi utilizzati nell'ambito del project management per la gestione di un progetto, pur essendo funzionali ai diversi approcci esistenti di project management, hanno (almeno parzialmente) caratteristiche in comune che possono essere utilizzati da approcci diversi. Seguendo l'approccio tradizionale lo sviluppo di un progetto include cinque componenti: le quattro fasi di sviluppo più il controllo.

## Fasi di sviluppo del progetto
A prescindere dalla maggior parte delle metodologie usate, lo sviluppo di un progetto ha grosso modo (magari indicate con nomi diversi e/o raggruppate in modo diverso) le stesse fasi principali: allestimento e avviamento (o start-up), pianificazione e progettazione (intesa come identificazione dei requisiti del progetto), esecuzione (o produzione dei risultati), monitoraggio e controllo del progetto, completamento e rilascio dei risultati.

### Allestimento e avviamento
La fase di preparazione determina la natura e lo scopo del progetto. Se questa fase non viene realizzata con cura, è assai improbabile che il progetto riuscirà a raggiungere gli obiettivi per i quali è stato lanciato. È essenziale che il contesto del progetto (organizzativo, di business, ...) venga compreso a fondo e che siano inseriti gli opportuni meccanismi organizzativi (es: Comitato di Controllo detto anche Steering Committee) e di processo (es: variabili da monitorare e modalità di controllo) che siano in grado di assicurarne il buon andamento.
La fase di preparazione dovrebbe includere un piano coerente che copre le seguenti aree:
- analisi delle necessità scaturite dal committente e loro traduzione in obiettivi misurabili del progetto;
- analisi della situazione attuale;
- disegno concettuale della situazione futura;
- identificazione delle risorse e delle attrezzature necessarie per il progetto;
- analisi dei costi e dei benefici e loro traduzione in termini economici (budget del progetto);
- identificazione dei committenti, dei protagonisti (inclusi gli utenti chiave) e del personale di supporto al progetto;
- stesura degli Obiettivi di progetto e/o delle Specifiche preliminari di progetto (Allegato tecnico) che includono costi, attività, deliverable e pianificazione.

### Pianificazione e progettazione
Dopo la fase di allestimento inizia lo sviluppo della progettazione fino al livello di dettaglio ritenuto opportuno e necessario per l'esecuzione del progetto. A volte in questa fase (o nella parte iniziale della fase di esecuzione) viene costruito e verificato un (piccolo) prototipo del prodotto finale. Il Test può avvenire al termine della costruzione del prototipo o parallelamente al suo sviluppo ed in genere è realizzato con la partecipazione degli utenti chiave e di figure interne al progetto (spesso identificate con il ruolo di tester).
In questa fase dovrebbe essere già operativo un adeguato sistema di controllo che assicuri l'aderenza del prodotto finale alle specifiche definite negli Obiettivi di progetto. Il risultato della fase di progettazione deve assicurare che il prodotto finale:
- soddisfi il committente, gli utenti finali e i requisiti iniziali;
- funzioni come ci si aspetta;
- possa essere prodotto nel rispetto degli standard di qualità definiti;
- possa essere prodotto dentro i vincoli di tempo e di costi (budget) definiti.

### Esecuzione
La fase di esecuzione consiste nei processi necessari a soddisfare i requisiti del progetto. Dalla prospettiva del project manager ciò equivale a realizzare e completare il lavoro definito nei documenti facenti parti parte del Project Management Plan (così come indicato nella sezione Deliverable dell'attività di Project Management). I deliverable vengono prodotti come risultati dai processi definiti nel Project Management Plan. I processi presenti nella fase di esecuzione, ancor più che la fase di pianificazione e progettazione, possono determinare impegni notevoli per il coordinamento di risorse umane e non.

### Monitoraggio e Controllo

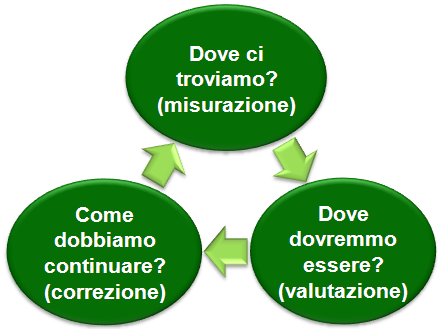
Ciclo di monitoraggio e controllo

Il monitoraggio e controllo è formato da quei processi attuati per osservare e misurare l'esecuzione del progetto in modo da identificarne per tempo i rischi e i potenziali problemi e intraprendere, quando necessarie, le azioni correttive volte a rimettere il progetto in linea con i propri obiettivi. Il presupposto principale di questa attività di controllo consiste nella possibilità di osservare e misurare regolarmente la produttività del progetto, identificandone gli scostamenti (chiamati varianze nella teoria dell'Earned Value Management) rispetto alla produttività assunta in fase di pianificazione (Project Management Plan).
Il monitoraggio e controllo include:
- misurazione dell'avanzamento delle attività del progetto (dove ci troviamo);
- confronto con le previsioni del Project Management Plan che costituiscono la baseline del progetto (dove dovremmo essere);
- messa a punto e controllo delle azioni correttive volte a rimuovere i problemi e/o evitare i rischi in modo da ristabilire la produttività desiderata del progetto (come dobbiamo continuare);
- sorveglianza verso l'adozione implicita di variazioni di scopo (change request) non concordate e approvate.

Le misurazioni effettuate presuppongono la definizione di un sistema di indicatori definito all'inizio del progetto (metriche di progetto) di cui fanno quasi sempre parte i costi e la quantità di lavoro erogato (effort).
In questa fase l'attività di identificazione dei problemi e dei rischi richiede il continuo supporto degli utenti chiave; dal punto di vista di un auditor la velocità di identificazione e gestione dei problemi costituisce un indicatore importante per determinare lo stato di salute del progetto.
In progetti multifase (progetti in cui la fase di pianificazione e/o esecuzione viene suddivisa temporalmente in sottofasi attraverso il rilascio di macro-deliverable ben identificati) il processo di monitoraggio e controllo provvede anche a creare le connessioni tra le sottofasi del progetto, allo scopo  di implementare le azioni che mantengano il progetto coerente con il Project Management Plan.
In determinati contesti (dal settore delle costruzioni al software) sui progetti di media o grande complessità è quasi impossibile che non si verifichino variazioni di scopo. Le variazioni possono essere costituite per esempio da:
- modifiche originate dalla necessità di risolvere problemi di progettazione;
- condizioni operative riscontrate diverse da quelle ipotizzate (es. nel settore edile: consistenza del terreno differente da quella prevista);
- problemi di reperibilità dei materiali necessari;
- variazioni richieste dagli appaltatori o introdotte da terze parti;
- ecc.

Oltre a recepire le variazioni nel contesto del progetto (spesso questo implica un riciclo nella fase di progettazione) esse necessitano di essere documentate, mantenendo evidenza delle differenze con gli scopi originali del progetto (per consentire al committente di capire chiaramente cosa è cambiato e soprattutto trovare le giustificazioni per i diversi tempi e costi di realizzazione del progetto). In ambito industriale e in quello delle costruzioni la produzione della documentazione “as built” (“come costruito”) è una prassi abbastanza comune prevista dai contratti. Le variazioni di scopo possono richiedere anche variazioni al contratto stabilito tra le parti per la realizzazione del progetto.
Lo strumento centrale della fase di monitoraggio e controllo è costituito dal rapporto di Stato Avanzamento Lavori (SAL, conosciuto anche come Project Status Report), redatto dal project manager per informare gli altri attori del processo di monitoraggio sullo stato del progetto. Le informazioni principali presenti nel SAL sono:
- deliverable rilasciati (in rapporto al piano);
- costi e tempi maturati (in rapporto al piano);
- problemi e rischi, sia aperti sia risolti;
- azioni in corso (“chi fa che cosa entro quando”) per l'indirizzamento dei problemi e dei rischi aperti.

I costi (distinguibili tra maturati, effettivi, pianificati) spesso vengono espressi tramite il costo standard secondo un approccio di contabilità industriale piuttosto che tramite il costo puntuale (inteso come il costo preciso) utilizzato dalla contabilità generale

### Completamento
Il completamento del progetto prevede l'accettazione formale dei deliverable rilasciati e l'esecuzione di tutte le attività “amministrative” indirizzate a chiudere tutte le pendenze, inclusa l'archiviazione dei documenti e la redazione dei rapporti di chiusura (tra cui il “lesson learned” ossia le lezioni imparate dal progetto). La fase di chiusura può essere divisa in due parti:
- chiusura del progetto: completamento di tutte le attività aperte sul progetto (dismissione e riallocazione del team di lavoro impiegato, consuntivazione lavoro e costi effettivi, statistiche di performance, rapporti di chiusura, pulizia dell'ambiente fisico del progetto inclusi file e spazi utilizzati);
- chiusura del contratto: ottenimento dell'accettazione formale del committente per ciascun gruppo di deliverable statuito dal contratto, spunta di tutte le obbligazioni contrattuali e soluzione di tutti i problemi rimasti aperti.

## Sistema di controllo del progetto
Il controllo del progetto è quella componente che serve a tenere il progetto in linea con i piani di rilascio, i tempi e i costi. Esso inizia contestualmente  alla fase di pianificazione e finisce con la verifica dei deliverable rilasciati, attraversando ogni fase del progetto. Per ciascun progetto dovrebbe essere valutato il livello di controllo necessario più appropriato: un controllo troppo articolato ne innalzerebbe inutilmente i costi, un controllo troppo lasco ne innalzerebbe pericolosamente i rischi. Se il controllo di progetto non venisse costruito correttamente, il costo della realizzazione dovrebbe prevedere anche i costi per la sistemazione degli errori (intesi in generale come difformità dalle specifiche desiderate) e delle revisioni/ispezioni addizionali.
I sistemi di controllo, a seconda del progetto, servono a governare un insieme di aspetti che include (non necessariamente sempre tutte le variabili elencate) i costi, i rischi, la qualità, le comunicazioni, i tempi, le risorse umane, le variazioni di scopo, la gestione degli acquisti. Un auditor, preposto a misurare e controllare l'avanzamento di un progetto, costruisce un sistema di controllo in funzione degli obiettivi attribuiti al progetto e alle variabili (principalmente legate ai rischi più probabili e di maggiore impatto) che i committenti/protagonisti ritengono più opportuno tenere d'occhio. Un auditor può fare parte del team di progetto (in diversi casi le sue funzioni possono essere assorbite dal project manager) piuttosto che costituire una figura autonoma (magari dipendente da un ente esterno) volta a fotografare più oggettivamente lo stato del progetto.
In diversi casi vengono sviluppati processi di controllo formale per assicurare che la misurazione e il controllo dello stato di avanzamento del progetto siano effettuati nel modo più oggettivo possibile. Un buon sistema formale di controllo include:
- la strategia volta a garantire l'allineamento della direzione del progetto con gli obiettivi generali della organizzazione che lo ha lanciato;
- gli standard ai quali deve attenersi il progetto;
- le direttive di gestione del progetto per il rispetto dei tempi e dei costi;
- le procedure di descrizione dei processi che regolano il progetto.

Una tecnica di analisi molto diffusa e comunemente integrata nei sistemi di controllo di un progetto è la Earned Value Analysis che ha l'obiettivo di misurare oggettivamente in termini di costi (o di ore di lavoro, nei progetti in cui l'equivalenza ha un senso) l'avanzamento di un progetto contro i costi preventivati dal piano e quelli effettivamente sostenuti. L'Earned Value misura in pratica i costi maturati in rapporto ai costi totali previsti (aggiornati con le stime "a finire") del progetto.